# Herta Törnberg
Herta Wally Törnberg, född 13 juli 1895 i Malmö, död 8 januari 1965 i Malmö, var en svensk folkskollärare och målare.
Hon var dotter till fabrikören Hilmer Törnberg och Meta Leede. Törnberg studerade konst i Dresden och för Karl Humboldt i München samt genom självstudier under resor till bland annat Österrike och Ungern samt i slutet av 1920-talet för Karl Humboldt i Malmö. Separat ställde hon bland annat ut på Swärds konstsalong i Trelleborg 1946 och SDS-hallen i Malmö 1949. Tillsammans med Karl Humboldt ställde hon ut i Trelleborg 1949 och hon medverkade i samlingsutställningar arrangerade av Konstföreningen för Trelleborg och Söderslätt. Hennes konst består av blomsterstilleben och landskapsmotiv i en naturalistisk stil utförda i olja. Törnberg är begravd på Sankt Pauli norra kyrkogård i Malmö.